# Admiralty Mountains
Admiralty Mountains (norska: Admiralitetsfjellene) är en bergskedja i Östantarktis. Nya Zeeland gör anspråk på området.
Admiralty Mountains sträcker sig 35 kilometer i sydostlig-nordvästlig riktning. Den högsta toppen är Mount Minto, 4 165 meter över havet.
Topografiskt ingår följande toppar i Admiralty Mountains:
- Mount Adam
- Mount Ajax
- Mount Black Prince
- Mount Faget
- Mount Gilruth
- Meier Peak
- Mount Minto
- Mount Royalist